# John Pentland

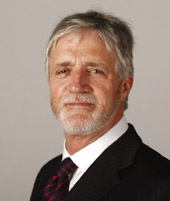
John Pentland

John Pentland (* 24. Dezember 1946) ist ein schottischer Politiker und Mitglied der Labour Party.

## Politischer Werdegang
Pentland ist seit über 30 Jahren Labour-Mitglied und seit 1997 Ratsmitglied von North Lanarkshire. Bei den Schottischen Parlamentswahlen 2003 hatte Pentland die erste Position auf der Regionalwahlliste der Wahlregion Central Scotland inne. Da die Labour Party auf Grund des Wahlergebnisses, bei dem die Labour-Kandidaten alleine neun Direktmandate aus den zehn Wahlkreisen der Region erhielten, keine Listenkandidaten entsenden konnte, verpasste Pentland den Einzug ins Parlament. Ebenso verhielt es sich bei den folgenden Parlamentswahlen 2007. Nachdem der ehemalige Erste Minister Jack McConnell nicht mehr für den Wahlkreis Motherwell and Wishaw kandidierte, trat Pentland zu den Parlamentswahlen 2011 dort an und gewann das Mandat knapp vor der Kandidatin der SNP. Mit Stimmverlusten unterlag Pentland bei den Parlamentswahlen 2016 der SNP-Kandidatin Clare Adamson und schied in der Folge aus dem schottischen Parlament aus.